# نهر سكواميش
نهر سكواميش هو نهر قصير ولكنه كبير جدًا في مقاطعة كولومبيا البريطانية الكندية. يبلغ حجم حوض الصرف 3,328 كيلومتر مربع (1,285 ميل مربع). يبلغ الطول الإجمالي لنهر سكواميش حوالي 80 كيلومتر (50 ميل).

## دورة النهر
يستنزف نهر سكواميش مجموعة من الأحواض في جبال الساحل شمال فانكوفر مباشرةً. يتدفق بشكل عام جنوبًا إلى رأس ممر هاو حيث تقع بلدة سكواميش.
ينبع نهر سكواميش عند سفح حقل بيمبرتون الجليدي. وبينما يتدفق جنوبًا من النهر الجليدي، ينضم إليه العديد من الروافد التي تغذي النهر الجليدي. على بعد حوالي 21.8 كم جنوب غرب المصدر، يلتقي نهر سكواميش بنهر إلاهو. نهر إلاهو، وهو أكبر رافد لنهر سكواميش، لديه في الواقع حجم أكبر من نهر سكواميش الذي ينضم إليه. بعد التقائه مع نهر إلاهو، يتحرك النهر جنوب شرقًا لمسافة 24.8 كم أخرى حتى التقائه مع نهر أشلو، ثاني أكبر رافد له. على بعد 16.4 كم، يقابله نهر تشيكاموس، وعلى بعد 4.7 كم جنوبًا نهر مامكوام. ومن هناك يتدفق النهر لمسافة 6 كيلومتر حتى مصبه عند رأس مضيق هاو.